# Ian Richardson
Ian Richardson (7. april 1934 – 9. februar 2007) var en skotsk skuespiller, der var kendt som en stor teaterskuespiller og i bredere kredse fra talrige tv- og filmroller.
Ian Richardson blev født i Edinburgh og blev uddannet skuespiller ved College of Dramatic Arts i Glasgow. I 1960 var han med til at starte Royal Shakespeare Company, som han var medlem af i femten år. Ved siden af dette fik han efterhånden en lang række roller i tv-sammenhæng startende med Som man behager i 1963. 
Hans internationale gennembrud kom med rollen som dobbeltagent i TV-serien fra 1979 efter John Le Carrés roman, Dame, konge, es, spion og senere som den kyniske og manipulatoriske toppolitiker Francis Urquhart i House of Cards-trilogien (1990-1995). Richardson spillede desuden hovedrollen som den britiske guvernør Rex Hunt i An Ungentlemanly Act (1992), en rekonstruktion af den argentinske invasion af Falklandsøerne, samt hovedrollen i den britiske tv-serie House of Cards.
Han tildeltes i 1989 kommandørkorset af Order of the British Empire (CBE). Privat var han gift siden 1961 og havde to børn.
Ian Richardson døde uventet. Han sov ind d. 9. februar 2007.